# Теслев, Александр Петрович (губернатор)
Алекса́ндр Петро́вич Те́слев (швед. Alexander Adam Thesleff; 26 мая [7 июня] 1810, Санкт-Петербург — 23 ноября [5 декабря] 1856, Выборг) — генерал-майор русской императорской армии, санкт-михельский и выборгский губернатор.

## Биография
Родился в 1810 году в Петербурге в семье офицера Генерального штаба (лютеранского вероисповедания) П. П. Теслева. Выборгский род купцов немецкого происхождения Теслеффов (Теслевых) был сопричислен к дворянству, когда в 1812 году его дядя, генерал А. П. Теслев, был указом Александра I включён в дворянство Великого княжества Финляндского, а в 1824 году дворянство получил его отец, с 1819 года служивший директором Финляндского кадетского корпуса.
Определённый отцом в 1825 году в тот же кадетский корпус, Александр Петрович Теслев в 1829 году был выпущен в чине прапорщика. Служил в артиллерии, а с 1831 года — в чине подпоручика в лейб-гвардии. Отличился в Польской кампании 1830—1831 и при осаде Варшавы (1831), был награждён орденом Святой Анны 4-й степени и польским знаком отличия за военное достоинство 4-й степени. Занимал различные должности в лейб-гвардии, в 1847 году в чине полковника был назначен Санкт-Михельским губернатором. 8 апреля 1851 года был произведён в генерал-майоры, с последующим старшинством в этом чине с 26 ноября 1852 года.

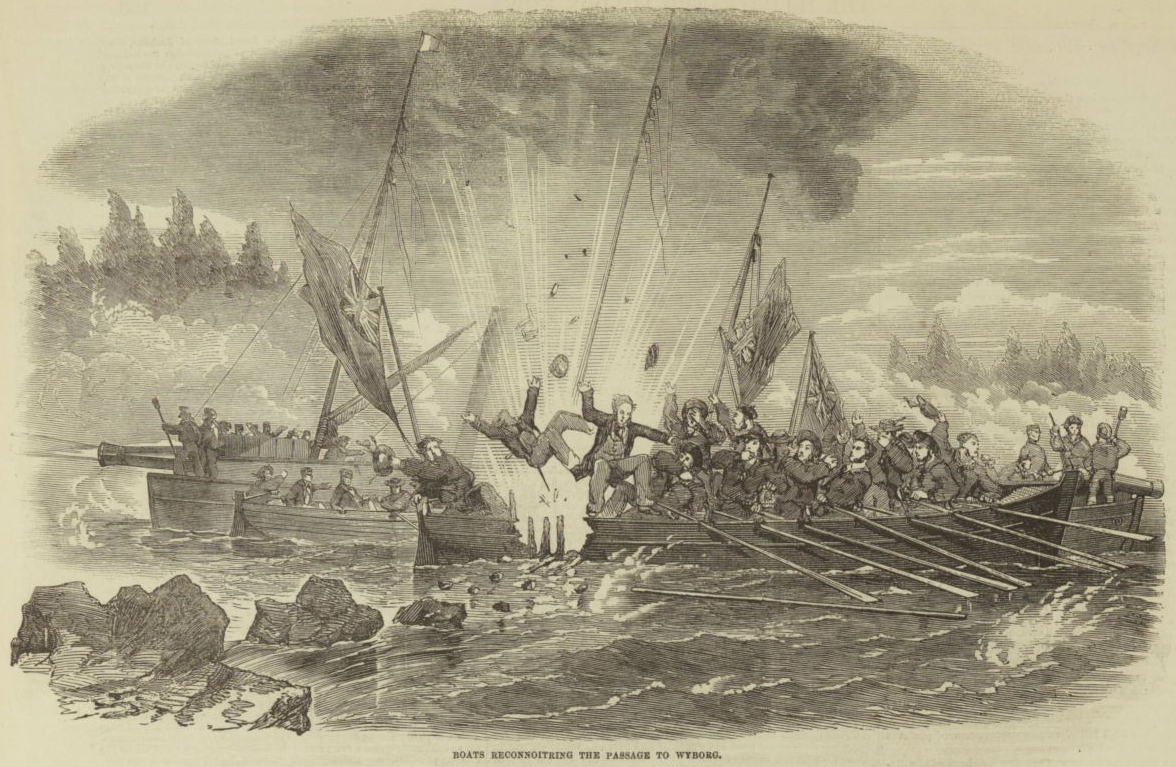
Выборгская операция

С началом Крымской войны в 1853 году был переведён на должность выборгского военного и гражданского губернатора, начальника Выборгского гарнизона. Активно занимался усилением обороны Выборгской крепости, руководил строительством береговых батарей на балтийском побережье, формированием первых в русской армии снайперских батальонов; 1 июля 1855 года принимал непосредственное участие в обороне Тронгзунда от англо-французского флота. Выборгская операция закончилась удачно для русских войск, и третьего июля 1855 года англо-французские корабли удалились, отказавшись от попыток прорваться в Выборгский залив. По мнению исследователей, умелая защита Выборга во многом определила отказ неприятеля приблизиться к Свеаборгу. В ноябре 1855 года А. П. Теслев был награждён орденом Св. Владимира 3-й степени с мечами, а в декабре 1855 года получил Орден Св. Станислава 1-й степени.
Скончался 23 ноября (5 декабря) 1856 года в Выборге.

## Семья
Был женат на двоюродной сестре Евгении Амалии, в браке имел шестерых детей.